# Melvern
Melvern és una població dels Estats Units a l'estat de Kansas. Segons el cens del 2000 tenia 429 habitants.

## Demografia
Segons el cens del 2000, Melvern tenia 429 habitants, 173 habitatges, i 120 famílies. La densitat de població era de 501,9 habitants/km².
Dels 173 habitatges en un 31,8% hi vivien nens de menys de 18 anys, en un 56,1% hi vivien parelles casades, en un 10,4% dones solteres, i en un 30,6% no eren unitats familiars. En el 28,9% dels habitatges hi vivien persones soles el 14,5% de les quals corresponia a persones de 65 anys o més que vivien soles. El nombre mitjà de persones vivint en cada habitatge era de 2,47 i el nombre mitjà de persones que vivien en cada família era de 3.
Per edats la població es repartia de la següent manera: un 26,3% tenia menys de 18 anys, un 6,8% entre 18 i 24, un 28,9% entre 25 i 44, un 17,9% de 45 a 60 i un 20% 65 anys o més.
L'edat mediana era de 37 anys. Per cada 100 dones de 18 o més anys hi havia 85,9 homes.
La renda mediana per habitatge era de 32.321 $ i la renda mediana per família de 50.833 $. Els homes tenien una renda mediana de 30.313 $ mentre que les dones 17.143 $. La renda per capita de la població era de 16.206 $. Entorn del 5,3% de les famílies i el 9,2% de la població estaven per davall del llindar de pobresa.

## Poblacions més properes
El següent diagrama mostra les poblacions més properes.